# Utricularia erectiflora
Utricularia erectiflora este o specie de plante carnivore din genul Utricularia, familia Lentibulariaceae, ordinul Lamiales, descrisă de A. St. Hil. și Amp; Girard. Conform Catalogue of Life specia Utricularia erectiflora nu are subspecii cunoscute.